# Parobisium laevigatum
Espèce
Parobisium laevigatum est une espèce de pseudoscorpions de la famille des Neobisiidae.

## Distribution
Cette espèce est endémique du Yunnan en Chine. Elle se rencontre dans le xian de Zhenxiong dans la grotte Hama.

## Description
Le mâle holotype mesure 7,73 mm et les femelles de 8,17 à 8,34 mm.

## Publication originale
- Zhang, Feng & Zhang, 2020 : « Two new cave-dwelling pseudoscorpions (Pseudoscorpiones: Neobisiidae: Parobisium) from Yunnan, China. » Zootaxa, no 4834(1), p. 107-120.